# Comuna Voiutîn, Luțk
Voiutîn (în ucraineană Воютин) este o comună în raionul Luțk, regiunea Volînia, Ucraina, formată din satele Ciornîi Lis, Hat și Voiutîn (reședința).

## Demografie
Componența lingvistică a satului Voiutîn
     Ucraineană (98,66%)
     Rusă (1,05%)
     Alte limbi (0,19%)
Conform recensământului din 2001, majoritatea populației satului Voiutîn era vorbitoare de ucraineană (98,66%), existând în minoritate și vorbitori de rusă (1,05%).